# Ли Мин Сон
Ли Мин Сон (кор. 이민성; род. 23 июня 1973, Кванмён, Республика Корея)— южнокорейский футболист, играл на позиции защитника.
Выступал за национальную сборную Южной Кореи, в составе которой был участником двух чемпионатов мира, а также ряда других международных турниров.

## Клубная карьера
Ли Мин Сон окончил Университет Аджу в 1995 году. За это время он защищал цвета команды университета. Первым профессиональным футбольным клубом в его карьере стала команда из города Пусан под названием «Пусан Дэу Роялс», которая в 2000 году сменила свое название на «Пусан Ай Парк». В 1996 году Мин Сон дебютировал в Kей-лиге, а в следующем выиграл свой первый титул чемпиона Южной Кореи, а также выиграл Кубок корейской лиги Кореи и Кубок Adidas. В сезонах 1999 и 2000 годах выступал за армейскую команду «Санджу Санму», после чего вернулся в «Пусан».
В 2003 году Ли перешёл в клуб «Пхохан Стилерс». Он играл в нем в течение двух лет и стал вице-чемпионом Кореи в 2004 году. В 2005 году он переехал в столицу ФК «Сеул». В 2006 году клуб финишировал на третьем месте в Кей-лиге. Завершил профессиональную карьеру футболиста выступлениями за «Сеул» в 2008 году.

## Выступления за сборную
19 февраля 1995 года дебютировал в официальных матчах в составе национальной сборной Южной Кореи на Marlboro Dynasty Cup против сборной Китая.
В 1998 году он был в составе сборной на чемпионате мира 1998 года во Франции, где сыграл в трех встречах: против Мексики (1:3), Нидерландов (0:5) и Бельгии (1:1).
В феврале 2000 года сыграл на Золотом кубке КОНКАКАФ 2000 года в США, где Корея была в статусе гостя, но не смогла выйти из группы, а в октябре того же года уехал на кубок Азии 2000 года в Ливане, на котором команда завоевала бронзовые награды.
После этого Сон сыграл на домашнем розыгрыше Кубка конфедераций 2001 года и чемпионате мира 2002 года. На втором для себя мундиале он сыграл последние две встречи своей команды: полуфинал против Германии и матч за 3-е место с Турцией (2:3).
Последним крупным турниром для Ли стал кубок Азии по футболу 2004 года в Китае.
В течение карьеры в национальной команде, которая длилась 10 лет, провел в форме главной команды страны 64 матча, забив 2 гола.

## Государственные награды
- Орден «За спортивные заслуги» 2 класса Республики Корея — орден Отважного тигра (2 июля 2002)[1]

## Ссылка
- Профиль на сайте National Football Teams (англ.)
- Профиль на сайте FIFA.com (англ.)